# III. Richárd normandiai herceg
III. Richárd (997 körül – 1027. augusztus 6.) normandiai herceg 1026-tól haláláig.

## Élete
Édesapját, II. Richárdot követte Normandia élén. Trónralépte után meg kellett küzdenie fivére, Róbert lázadásával, amit sikeresen levert. Azonban alig 1 évnyi uralkodás után hirtelen elhunyt. Elképzelhető, hogy mérgezés áldozata lett. Normandiát Róbert örökölte.

## Családja
Richárd II. Róbert francia király leányát, Adélát (1009 – 1079. január 8.) vette feleségül. Közös gyermekük nem született. Richárd halála után Adéla V. Balduin flamand gróf felesége lett.
Ugyanakkor ismert, hogy Richárdnak volt két törvénytelen gyermeke:
- Judit[1]
- Aliz[1]